# Distaplia regina
Distaplia regina är en sjöpungsart som beskrevs av Kott 1990. Distaplia regina ingår i släktet Distaplia och familjen Holozoidae. Inga underarter finns listade i Catalogue of Life.